# スターの広場
スターの広場（スターのひろば）は、東京都台東区にある浅草公会堂正面入り口前の広場で、浅草所縁の俳優・落語家・歌手・芸能人の原寸手型とサイン「スターの手型」が飾られている。台東区が大衆芸能の振興に貢献した芸能人の功績をたたえ、その業績を後世に伝えるため1979年に創設。
毎年9月頃から翌年1月までに大衆芸能の様々なジャンルから5名程度の芸能人を選出し発表。12月頃から翌年3月までに顕彰式が行われ、アメリカのグローマンズ・チャイニーズ・シアターのように選出された手型顕彰者の手型とサインが刻印されたプレート（アルミニウム製、縦横30cm、厚さ1cm）がスターの広場の床に設置される。しかし、スペースが一杯になった現在では公会堂前の「オレンジ通り」の歩道上に設置される。

## 顕彰者一覧
被顕彰者表記は顕彰時の氏名・芸名・名跡を表す（名跡の場合は、便宜上代数も明記）。顕彰式は、浅草芸能大賞の授賞式と併せて行われる。
| 年 年度                       | 手型被顕彰者 |
| ----------------------------- | --- |
| 1979年（昭和54年） 昭和54年度 | 初代東家浦太郎、渥美清、嵐寛寿郎、淡谷のり子、市川右太衛門、宇野重吉、小月冴子、二代目尾上松緑、七代目尾上梅幸、笠置シヅ子、片岡千惠藏、川路龍子、越路吹雪、コロムビア・トップ、沢村貞子、杉村春子、千田是也、曽我廼家明蝶、高田浩吉、田谷力三、六代目中村歌右衛門、十七代目中村勘三郎、長谷川一夫、伴淳三郎、藤山一郎、坊屋三郎、益田喜頓、八代目松本幸四郎（後の初代松本白鸚）、三門博、水の江滝子、美空ひばり、三波春夫、三船敏郎、森繁久彌、五代目柳家小さん、山田五十鈴 |
| 1980年（昭和55年） 昭和55年度 | アダチ龍光、上原謙、榎本健一、十三代目片岡仁左衛門、勝新太郎、五代目河原崎國太郎、島田正吾、高峰三枝子、辰巳柳太郎、鶴田浩二、ディック・ミネ、東野英治郎、三代目中村翫右衛門、二代目中村鴈治郎、服部良一、藤山寛美、三木のり平、三益愛子、ミヤコ蝶々、森光子、萬屋錦之介 |
| 1981年（昭和56年） 昭和56年度 | 浅香光代、市丸、八代目雷門助六、清川虹子、霧島昇、島倉千代子、灰田勝彦、萩本欽一、柳永二郎、渡辺はま子 |
| 1983年（昭和58年） 昭和57年度 | 初代吾妻徳穂、三代目市川猿之助、二代目大江美智子、二代目大川橋蔵、小沢栄太郎、清元志寿太夫、武原はん、田端義夫 |
| 1984年（昭和59年） 昭和58年度 | 内海桂子、内海好江、十七代目市村羽左衛門、坂野比呂志、松鶴家千代若・千代菊、関敬六、高峰秀子、五代目宝井馬琴、仲代達矢 |
| 1985年（昭和60年） 昭和59年度 | 三代目江戸家猫八、鏡味小鉄、春日八郎、櫻川ぴん助、曾我廼家五郎八、二葉あき子、由利徹 |
| 1986年（昭和61年） 昭和60年度 | 東八郎、小沢昭一、四代目桂米丸、古関裕而、三代目三遊亭圓歌、五代目三遊亭圓楽、四代目竹本越路大夫、北條秀司、三橋美智也、山本富士子 |
| 1987年（昭和62年） 昭和61年度 | 十二代目市川團十郎、浦辺粂子、岡本文弥、五代目荻江露友、北島三郎、木下恵介、四代目竹本津太夫、九代目松本幸四郎（現：二代目松本白鸚）、三國連太郎、渡辺貞夫 |
| 1988年（昭和63年） 昭和62年度 | 七代目尾上菊五郎、春日宏美、京マチ子、三代目實川延若、五代目春風亭柳昇、杉良太郎、並木路子、フランキー堺、森下洋子、山田洋次 |
| 1989年（平成元年） 昭和63年度 | 朝丘雪路、四代目井上八千代、宇野信夫、近江俊郎、黒柳徹子、四代目中村雀右衛門、中村メイコ、水谷良重（現：二代目水谷八重子）、吉永小百合、笠智衆 |
| 1990年（平成2年） 平成元年度  | 芦田伸介、淡島千景、池内淳子、池波正太郎、三代目桂米朝、獅子てんや・瀬戸わんや、七代目中村芝翫、五代目中村富十郎、藤間藤子 |
| 1991年（平成3年） 平成2年度   | 旭輝子、池部良、春日野八千代、佐久間良子、竹本土佐廣、花柳小菊、九代目坂東三津五郎、夢路いとし・喜味こいし、芳村五郎治 |
| 1992年（平成4年） 平成3年度   | 伊東四朗、植木等、二代目桂小南、三代目古今亭志ん朝、桜井長一郎、三代目中村鴈治郎（後の四代目坂田藤十郎）、二代目野村万作、三田佳子、淀川長治 |
| 1993年（平成5年） 平成4年度   | 市川崑、木村若衛、小林桂樹、九代目澤村宗十郎、八代目橘家圓藏、西村晃、ペギー葉山、若尾文子 |
| 1994年（平成6年） 平成5年度   | 有馬稲子、岩下志麻、十代目桂文治、三代目河原崎権十郎、三代目杵屋五三郎、丹波哲郎、船村徹、八千草薫、初代吉田玉男 |
| 1995年（平成7年） 平成6年度   | 芦屋雁之助、海老一染之助・染太郎、大滝秀治、春日とよ栄芝、片岡孝夫（現：十五代目片岡仁左衛門）、岸田今日子、長門勇、西田敏行、三浦布美子、山岡久乃 |
| 1996年（平成8年） 平成7年度   | 石井好子、今村昌平、五代目桂文枝、こまどり姉妹（長内栄子・長内敏子）、坂上二郎、三笑亭夢楽、田村高廣、丹阿弥谷津子 |
| 1997年（平成9年） 平成8年度   | 出雲蓉、春風亭小朝、菅井きん、五代目鶴澤燕三、二代目中村又五郎、牧伸二、三浦洸一、三崎千恵子、雪村いづみ |
| 1998年（平成10年） 平成9年度  | 浅丘ルリ子、五木ひろし、小椋佳、櫻川梅后、里見浩太朗、十朱幸代、二代目中村吉右衛門、ビートたけし |
| 1999年（平成11年） 平成10年度 | 市川昭介、草笛光子、高橋英樹、田中邦衛、藤田まこと、森進一、十代目柳家小三治 |
| 2000年（平成12年） 平成11年度 | 四代目市川左團次、加藤治子、新藤兼人、菅原洋一、中田喜直、五代目中村勘九郎（後の十八代目中村勘三郎）、花柳寿楽、三代目吉田簑助 |
| 2001年（平成13年） 平成12年度 | 赤木春恵、菊池章子、さだまさし、津川雅彦、五代目坂東玉三郎、五代目松島寿三郎 |
| 2002年（平成14年） 平成13年度 | 桂三枝（現：六代桂文枝）、京唄子、鮫島有美子、花柳芳次郎、日野皓正、松山恵子 |
| 2003年（平成15年） 平成14年度 | 六代目一龍斎貞水、永六輔、加藤剛、三代目笑福亭仁鶴、橋幸夫、坂真次郎、柳家金語楼 |
| 2004年（平成16年） 平成15年度 | 大村崑、桂歌丸、四代目茂山千作、舟木一夫、四代目若山胤雄 |
| 2005年（平成17年） 平成16年度 | 梅沢富美男、六代目澤村田之助、毒蝮三太夫、松平健、米川敏子 |
| 2006年（平成18年） 平成17年度 | 遠藤実、川田正子、西郷輝彦、平幹二朗 |
| 2007年（平成19年） 平成18年度 | 中村玉緒、藤間蘭景、藤村志保、二葉百合子、渡哲也 |
| 2008年（平成20年） 平成19年度 | 緒形拳、小林幸子、安田祥子、由紀さおり |
| 2009年（平成21年） 平成20年度 | 哀川翔、二代目古今亭圓菊、宮田哲男、山本陽子 |
| 2010年（平成22年） 平成21年度 | 石川さゆり、奈良岡朋子、十世西川扇藏、畑中良輔、原信夫 |
| 2011年（平成23年） 平成22年度 | 七代目竹本住大夫、橋爪功、二代目宮薗千碌、八代亜紀、五代目鈴々舎馬風 |
| 2012年（平成24年） 平成23年度 | 翁家和楽、加山雄三、北大路欣也、花柳寿南海、尾藤イサオ |
| 2013年（平成25年） 平成24年度 | 青空球児・好児、菅原都々子、十代目坂東三津五郎、平尾昌晃 |
| 2014年（平成26年） 平成25年度 | 桂文珍、水前寺清子、鶴澤寛治、野口五郎、水谷豊 |
| 2015年（平成27年） 平成26年度 | 大沢悠里、堺正章、沢竜二、五代目中村時蔵（現：中村萬壽）、なぎら健壱 |
| 2016年（平成28年） 平成27年度 | 石坂浩二、四代目三遊亭金馬（後の二代目三遊亭金翁）、波乃久里子、林家木久扇、吉田文雀 |
| 2017年（平成29年） 平成28年度 | 綾小路きみまろ、樹木希林、草刈正雄、新内仲三郎、四代目中村梅玉 |
| 2018年（平成30年） 平成29年度 | いとうせいこう、神田紅、鳥羽屋里長、三代目中村又五郎、吉幾三 |
| 2019年（平成31年） 平成30年度 | 天海祐希、六代目中村勘九郎、二代目中村七之助、東貴博、大月みやこ、多岐川裕美 |
| 2020年（令和2年） 令和元年度  | 五月みどり、五代目中村歌六、布施明、三宅裕司、役所広司 |
| 2021年（令和3年） 令和2年度   | 片岡秀太郎、加藤茶、倍賞千恵子、九代目林家正蔵、細川たかし |
| 2023年（令和5年） 令和4年度   | 柄本明、三代目神田松鯉、ナイツ（塙宣之・土屋伸之）、松坂慶子、柳家さん喬 |
| 2024年（令和6年） 令和5年度   | 大竹しのぶ、三遊亭好楽、中島みゆき、五代目中村雀右衛門、三代目林家正楽 |
| 2025年（令和7年） 令和6年度   | 市村正親、六代目五街道雲助、竹中直人、寺尾聰、六代目中村東蔵 |

## 所在地
東京都台東区浅草1-38-6 東京都台東区立浅草公会堂